# Noordwelle
Noordwelle (51° 43′ N, 3° 48′ L) é uma cidade dos Países Baixos, na província de Zelândia. Noordwelle pertence ao município de Schouwen-Duiveland, e está situada a 28 km, a oeste de Hellevoetsluis.
Em 2001, a cidade de Noordwelle tinha 211 habitantes. A área urbana da cidade é de 0.079 km², e tem 98 residências.
A área de Noordwelle, que também inclui as partes periféricas da cidade, bem como a zona rural circundante, tem uma população estimada em 330 habitantes.